# 特別非常勤講師
特別非常勤講師（とくべつひじょうきんこうし）とは、教育職員免許状（教員免許状）の授与を受けていない者であって、都道府県教育委員会に届けることで就く学校の非常勤（実務上は学校が「派遣」を要請する）の講師のことである。
特別非常勤講師は、教科領域の一部しか担任できない。

## 概要
特別非常勤講師の制度は、教員免許状を持たない者（臨時免許状も不要）を非常勤の講師に充てる制度で、1988年の教育職員免許法の改正（第3条の2)により制度化された。教員免許状を持たない社会人を学校で活用することで、学校教育の多様化の対応、活性化することが制度の建前である。
制度が出来た当初は、音楽・図画工作・家庭（小学校の場合）等、特定の教科に限られていたが、法改正により、現在では全ての学校、全ての教科（道徳も可能）において、特別非常勤講師を担任させることが出来るようになっている。
しかし、教員免許状を持たない者を教壇に立たせることなどについては批判もある。また、地域により、採用条件や募集の告示・人選等が不透明な場合もあることは否めない。単に教育予算を削減するための「リストラ」対策として制度を利用するのではなく、助教諭から普通免許状が取得できる教育職員検定制度（臨時免許状取得＋経験＋単位修得＋人物などによる検定）と同様に、特別非常勤講師についても正規の教員としてふさわしい人材については免許状取得への道が開けるようにするなど、人材発掘のために制度を活用できるようにすることが望ましいといえる。
| 種類           | 区分 | 主な基礎資格 | 効力     | 有効期間       | 職階           |
| -------------- | ---- | ------------ | -------- | -------------- | -------------- |
| 普通免許状     | 専修 | 修士         | 全国     | なし           | 教諭           |
| 普通免許状     | 一種 | 学士         | 全国     | なし           | 教諭           |
| 普通免許状     | 二種 | 短期大学士   | 全国     | なし           | 教諭           |
| 特別免許状     | －   | －           | 都道府県 | なし           | 教諭           |
| 臨時免許状     | －   | －           | 都道府県 | 3年（特例6年） | 助教諭         |
| （免許状なし） | －   | 届出のみ     | －       | －             | 特別非常勤講師 |

## 高等学校での活用例
高等学校では、特に農業、工業、商業、水産などの「専門教育に関する教科」での活用が多く、次の教科・科目などを担当している特別非常勤講師が見られる。普通科の場合、学校独自に設定する科目で実務経験者の支援が必要とされるような場合や、総合的な学習の時間に対応することが多い。また、教員免許状を得ている非常勤講師が免許外の分野での対応を求められる場合にも、特別非常勤講師として対応することがある。

教諭・常勤の職にある講師が、免許外の授業を担当する場合は、各教育委員会の判断（あるいは内規）で授業持ち時間数の半数を超えない範囲とされていることが多い。

教諭免許を持たない特別非常勤講師が、実習科目の指導をする場合は、評価権を持たないことが多く、この場合、実習教諭が生徒の評価を実質的に査定すると言ってよい。厳密には教科（教科会）で査定し、成績会議（職員会議）に提出され、これを基礎に学校長が評定を査定・認定するプロセスを経る。
- 保健体育の一部領域
  - 柔道
  - 剣道

- 農業の一部領域
  - 栽培、作物、畜産、野菜、果樹、園芸、草花、園芸デザイン、植物バイオテクノロジー、微生物基礎、食品製造、食品化学、食品流通、造園、造園技術、造園計画、環境科学、環境福祉、課題研究、総合実習など

- 工業の一部領域
  - 情報技術、建築、インテリア、デザイン、製図、機械製図、工作、機械工作、設計、機械設計、機械、原動機、電気、電気機器、電力技術、電力応用、電子、電子技術、電子回路、通信技術、電子情報、工業化学、化学工業、化学工学、化学システム技術、繊維製品、繊維技術、染色技術、デザイン技術、染織デザイン、工業数理、土木、測量、土木施工、土木設計、課題研究など

- 商業の一部領域
  - 簿記、情報処理、計算実務、流通経済、商品、マーケティング、商業デザイン、商業経済、経営、商業法規、国際経済、会計、情報管理、文書処理、プログラミング、課題研究など

- 水産の一部領域
  - 水産食品製造、水産食品衛生、水産食品流通、水産食品開発、水産工学、水産経済、漁業、海洋、航海、機関、課題研究、総合実習など

- 家庭の一部領域
  - 食物、被服、課題研究など

- 総合的な学習の時間

## 中学校
- 美術：漆器作成（県立漆器試験場職員）

## 小学校
- 体育：日本舞踊（日本舞踊家）
- 家庭：藍染学習（藍染工房館長）
- 音楽：和太鼓（会社員）